# Duitse presidentsverkiezing 2012
Een indirecte presidentiële verkiezing werd gehouden in Duitsland op 18 maart 2012 na het vertrek van Christian Wulff als President van Duitsland op 17 februari 2012. De functie wordt momenteel waargenomen door Horst Seehofer. De huidige regering bestaande uit CDU/CSU en de SPD hebben 817 van de 1240 stemmen in de Bondsvergadering. Joachim Gauck werd in de eerste stemronde met 991 stemmen gekozen als nieuwe president van Duitsland en zal daardoor een termijn dienen van 18 maart 2012 tot en met 17 maart 2017.

## Kandidaten
De volgende personen hebben zich kandidaat gesteld.

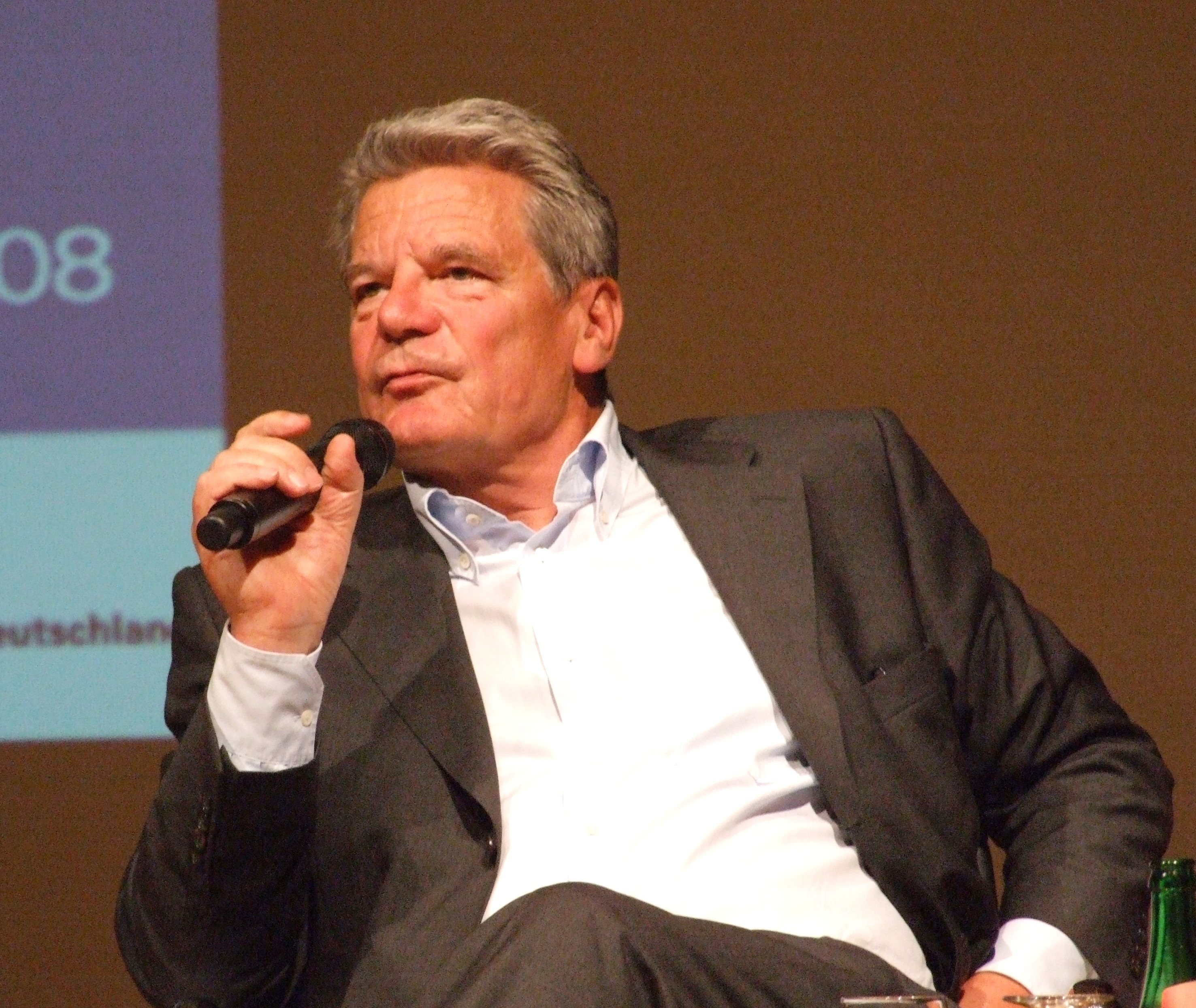
Joachim Gauck namens de CDU/CSU, FDP, SPD en Bündnis 90/Die Grünen
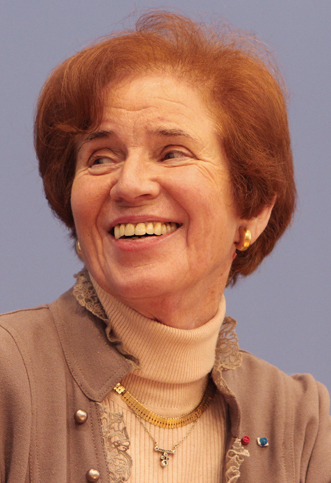
Beate Klarsfeld namens Die Linke
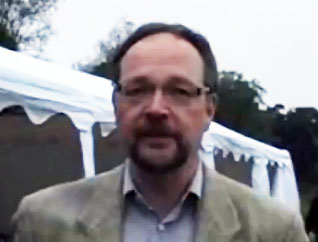
Olaf Rose namens de NPD

## Aantal zetels in de bondsvergadering
| Partij                    | gegevens | gegevens | gegevens |
| Partij                    | Totaal   | Bondsdag | Landdag  |
| ------------------------- | -------- | -------- | -------- |
| CDU/CSU                   | 486      | 237      | 249      |
| SPD                       | 331      | 146      | 187      |
| FDP                       | 136      | 93       | 43       |
| Bündnis 90/Die Grünen     | 147      | 68       | 79       |
| Die Linke                 | 124      | 76       | 48       |
| Piratenpartei Deutschland | 2        | 0        | 2        |
| Freie Wahler              | 10       | 0        | 10       |
| NPD                       | 3        | 0        | 3        |
| SSW                       | 1        | 0        | 1        |
| totaal                    | 1240     | 620      | 620      |

## Stemming
| Kandidaat       | Kandidaat       | Genomineerde Partij/en                    | 1e stemronde | 1e stemronde |
| Kandidaat       | Kandidaat       | Genomineerde Partij/en                    | Stemmen      | %            |
| --------------- | --------------- | ----------------------------------------- | ------------ | ------------ |
|                 | Joachim Gauck   | CDU, SPD, FDP, Bündnis 90/Die Grünen, CSU | 991          | 80,4         |
|                 | Beate Klarsfeld | Die Linke                                 | 126          | 10,2         |
|                 | Olaf Rose       | NPD                                       | 3            | 0,2          |
| Onthoudingen    | Onthoudingen    | Onthoudingen                              | 108          | 8,8          |
| Geldige stemmen | Geldige stemmen | Geldige stemmen                           | 1228         |              |
| Opkomst         | Opkomst         | Opkomst                                   | 1232         | 99,4         |